# Thành Công, Đài Đông

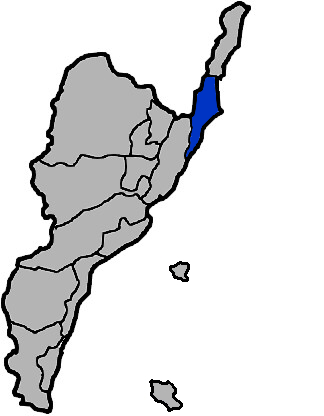
Vị trí tại Đài Đông

Thành Công (tiếng Trung: 成功鎮; bính âm: Chénggōng zhèn) là một trấn của huyện Đài Đông, tỉnh Đài Loan, Trung Hoa Dân Quốc (Đài Loan). Thành Công có một dài đồng bằng hẹp ở ven biển, phía tây là dãy núi Hải Ngạn. Tên gọi của trấn được lấy theo tên của Trịnh Thành Công, một người trung thành với nhà Minh và đã lập nên một vương quốc trên đảo. Diện tích của trấn là 144,9939 km², dân số vào tháng 8 năm 2011 là 15.631 người thuộc 5.433 hộ gia đình, mật độ cư trú đạt 105,9 người/km².